# Вівсюнець пухнастий
Вівсюнець пухнастий, вівсик пухнастий гладенький (Avenula pubescens) — вид багаторічних трав'янистих рослин родини тонконогові (Poaceae). Етимологія: лат. pubescens — «той, що стає запушеним».

## Опис
Рослина має коротке кореневище. Стебла прямовисні, до 1 м. Нижні листові піхви, як правило, м'яко запушені. Листки зелені як зверху, так і знизу, 5–10 мм завширшки. Колоски 10–17 мм, з 2–3(4) квітками. Нижні колоскові луски ланцетні; 7–13 мм завдовжки; 0.7–0.8 довжини верхньої колоскової луски. Родюча лема довгаста; 9–14 мм завдовжки. Верхня квіткова луска 0.8-0.9 довжини леми. Пиляків 3; 4.5–6.5 мм завдовжки. Зернівки волохаті на вершині. 2n = 14.

## Поширення
Північна Африка: Марокко. Кавказ: Вірменія; Азербайджан; Грузія. Азія: Китай — Синьцзян; Казахстан; Киргизстан; Монголія; Російська Федерація; Туреччина. Європа: Білорусь; Естонія; Литва; Молдова; Україна; Австрія; Бельгія; Чехія; Німеччина; Угорщина; Нідерланди; Польща; Словаччина; Швейцарія; Данія; Фінляндія; Ірландія; Норвегія; Швеція; Об'єднане Королівство; Албанія; Болгарія; Хорватія; Греція; Італія; Румунія; Сербія; Словенія; Франція; Португалія; Іспанія. Вид натуралізований в Ісландії, Примор'ї та США — Коннектикут, Массачусетс, Вермонт.
Населяє поля, луки, карликові чагарникові пустища, лісові галявини; зазвичай росте на помірно багатих і вапняних ґрунтах (нейтральних або лужних). Віддає перевагу помірно теплим кліматичним умовам. Є малоцінною кормовою травою.
В Україні зростає в лугових степах, на схилах, узліссях, серед чагарників, на суходільних луках, в сухих борах — в Лісостепу часто; в Поліссі, Карпатах і пн. Степу рідше.

## Галерея

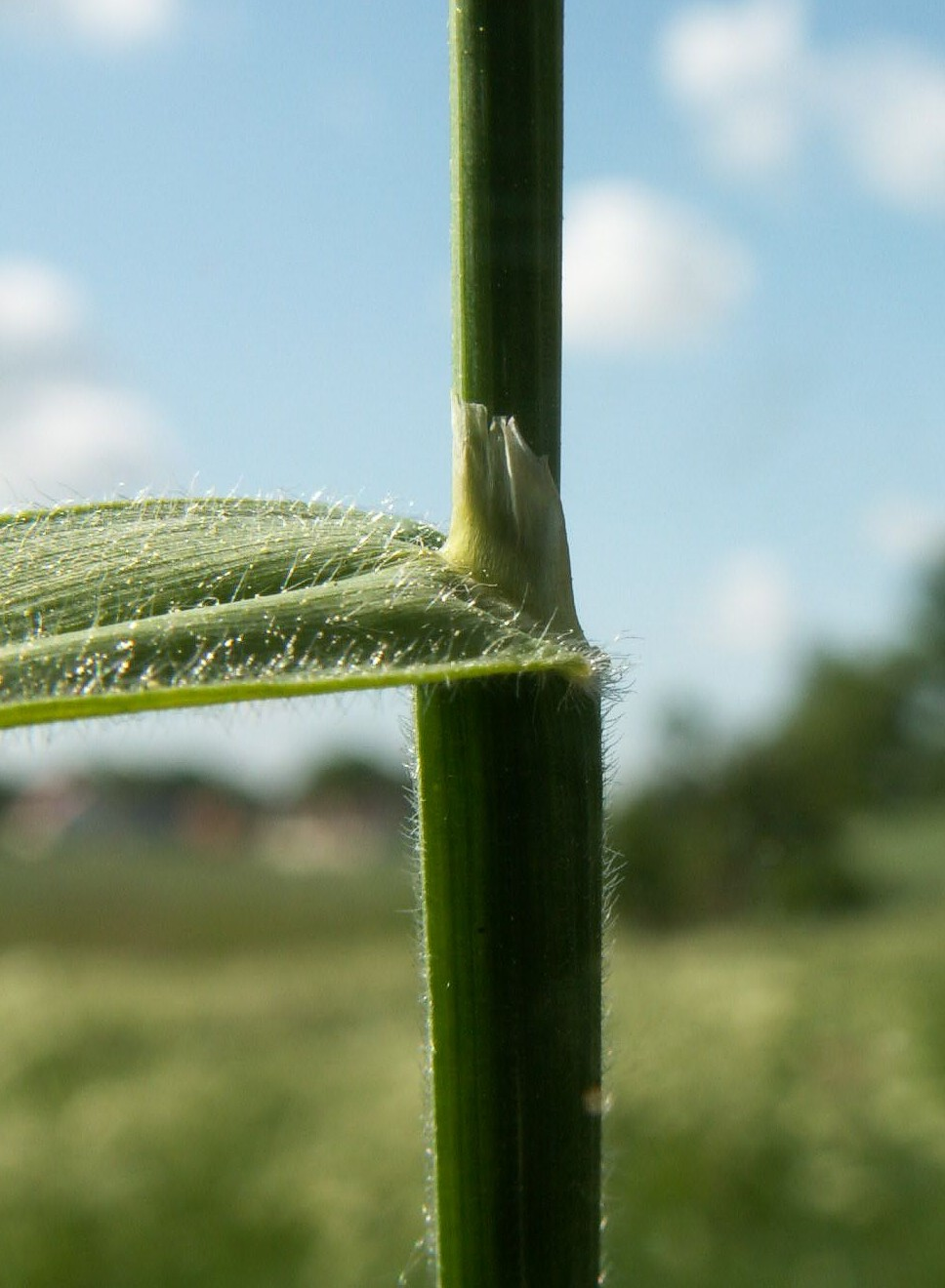
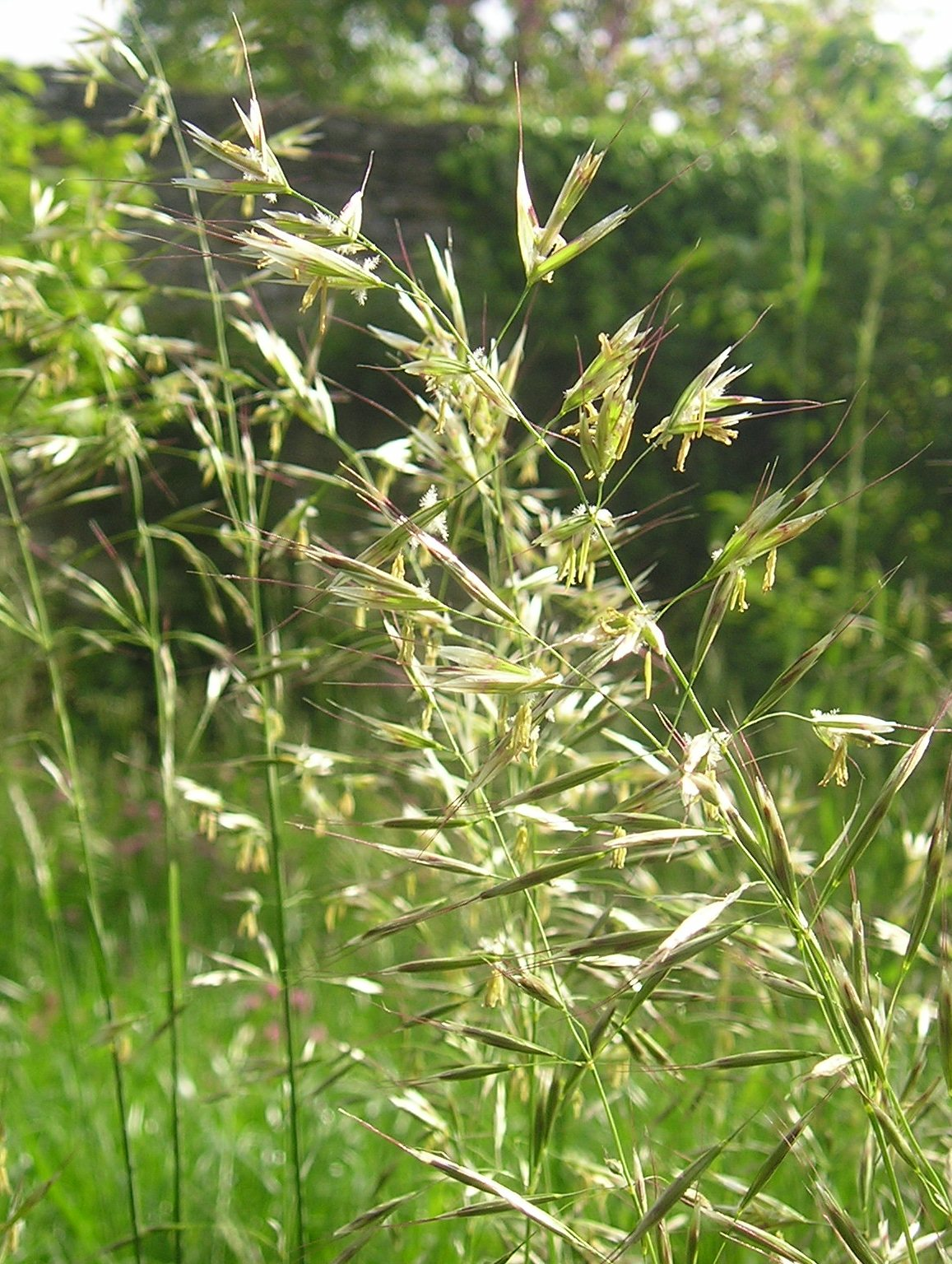